# Карлесимо, Пи Джей
Питер Джон «Пи Джей» Карлесимо (англ. Peter John "P. J." Carlesimo, род. 30 мая 1949 года в Скрантон, Пенсильвания, США) — американский баскетбольный тренер. Во время перерывов в тренерской работе Карлесимо работал на спортивных телеканалах NBC Sports, Turner Sports и Spurs Television.

## Карьера
Пи Джей Карлесимо родился в Скрантоне, штат Пенсильвания в многодетной семье, он был старшим из десяти детей. В 1971 году окончил Университет Фордема, при этом удачно выступая за баскетбольную команду учебного заведения: в 29 матчах Фордем одержал 26 побед.
Свою тренерскую карьеру Карлесимо начал в 1971 году в качестве ассистента в университете «Фордем». В сезоне 1975-76 он возглавил команду колледжа «Нью-Хэмпшир», после чего семь лет подряд проработал главным тренером колледжа «Вагнер». В 1982 году Пи Джей принял управление баскетбольной программой университета «Сетон-Холл», который тренировал в течение 12 лет. В сезоне 1987/88 «Сетон-Холл» впервые в своей истории пробился в чемпионат NCAA. За последние семь лет своей работы в университете Карлесимо ещё шесть раз повторил это достижение. В 1989 году подопечные Пи Джея закончили сезон с 31 победой в 38 встречах, а сам тренер удостоился звания Тренер года в NCAA. Также он два года подряд признавался лучшим тренером в конференции Big East.
Летом 1994 года Карлесимо перебрался в НБА, заключив контракт с «Портленд Трэйл Блэйзерс», в котором проработал три сезона. Каждый из них его команда заканчивала с положительным соотношением побед-поражений — Пи Джей стал первым тренером за четверть века, кто сумел на первый же сезон после прихода из студенческого баскетбола в НБА выиграть более 50 % матчей в регулярном чемпионате. Три года подряд «Блэйзерс» выходили в плей-офф, но всякий раз уступали в первом раунде. При этом результативность команды с каждым годом падала всё ниже: если в сезоне 1994/95 Trail Blazers забивали в среднем по 99,2 очка, то на второй год под управлением Карлесимо его подопечные набирали уже 97 очка, а в сезоне 1996/97 и вовсе 94,8.
В июне 1997 года Пи Джей возглавил «Голден Стэйт Уорриорз», в котором работал вплоть до декабря 1999 года. По руководством нового тренера клубу удалось два года подряд лидировать в лиге по количеству подборов и установить несколько оборонительных рекордов команды — в том числе по пропущенным очкам (90,8) и точности попаданий соперника с игры (42 %).
Карлесимо на протяжении пяти сезонов (с 2002 по 2007 год) был главным ассистентом наставника «Сан-Антонио Спёрс» Грегга Поповича, трижды вместе с командой побеждал в чемпионате НБА — в 2003, 2005 и 2007 годах.
В 2007 году Карлесимо возглавил «Сиэтл Суперсоникс» и был первым главным тренером в истории «Оклахома-Сити Тандер», после переезда клуба в Оклахому. Карлессимо был уволен 22 ноября 2008 года, после того как «Тандер» начали сезон с показателем 1-12.
В 2011 году Пи Джей Карлесимо вошёл в тренерский штаб «Нью-Джерси Нетс» и стал помощником Эвери Джонсона, имея за плечами 35-летний стаж тренерской работы. Был назначен исполняющим обязанности главного тренера «Бруклин Нетс» 27 декабря 2012 года.
За семь лет работы главным тренером в НБА Карлесимо одержал 203 победы в 487 встречах (41,7 %).
Карлесимо входил в тренерский штаб олимпийской сборной США 1992 года, где американская сборная одержала убедительную победу. Также Пи Джей был ассистентом главного тренера на Олимпиаде 1988, чемпионате мира 1990 и Игр доброй воли 1990. Карлесимо был главным тренером сборной США, которая выиграла Олимпийский фестиваль в Нормане 1989 (США), а двумя годами позже стала лучшей на Всемирных университетских играх. Карлесимо, как тренер олимпийской сборной США 1992 года, был введён в Зал славы баскетбола. Помимо этого Пи Джей вошёл в Залы славы Пенсильвании, Вагнера и Сетон-Холла. Его отец, покойный Питер А. Карлесимо, в прошлом был исполнительным директором NIT (чемпионат среди колледжей под эгидой NCAA) и тренером, сам играл в американский футбол и баскетбол.
Пи Джей женат на Каролине Карлесимо, супруги воспитывают двух сыновей — Кайла и Кейси.